# ناو کلاس دراک
کروزر کلاس دراک (به انگلیسی: Drake-class cruiser) یک کلاس از کشتی است که طول آن ۵۳۳٫۵ فوت (۱۶۲٫۶ متر) می‌باشد.